# Jacques Vicario
Jacques François Vicario (Antwerpen, 28 september 1929 - Merksem, 31 mei 1997) was een Belgische atleet, die zich had toegelegd op het polsstokhoogspringen. Hij werd eenmaal Belgisch kampioen.

## Biografie
Vicario werd in 1951 Belgisch kampioen polsstokspringen. Hij was aangesloten bij Antwerp AC.

## Belgische kampioenschappen
| Onderdeel        | Jaar |
| ---------------- | ---- |
| polsstokspringen | 1951 |

## Persoonlijke records
| Onderdeel        | Prestatie | Datum | Plaats |
| ---------------- | --------- | ----- | ------ |
| polsstokspringen | 3,90 m    |       |        |

## Palmares
polsstokspringen
- 1949:  BK AC – 3,60 m
- 1951:  BK AC – 3,70 m
- 1952:  BK AC – 3,70 m
- 1953:  BK AC – 3,70 m
- 1954:  BK AC – 3,80 m